# Barry Van Dyke
Barry Wayne Van Dyke, född 31 juli 1951 i Atlanta i Georgia, är en amerikansk skådespelare. Han är son till skådespelaren och underhållaren Dick Van Dyke och hans första fru Margie Willett samt brorson till skådespelaren och komikern Jerry Van Dyke. Han är inom sitt skådespelaryrke mest känd för rollen som morddetektiven Steve Sloan (son till fadern Dicks karaktär Mark Sloan), i TV-serien Diagnos mord.
Barry Van Dyke är sedan år 1974 gift med Mary Carey. Paret har fyra barn, Carey (född 25 februari 1976), Shane (född 28 augusti 1979) och Wes Van Dyke (född 22 oktober 1984) och Taryn Van Dyke (född 1 juni 1986).

## Filmografi (i urval)
- 1961 – Hazel (TV-serie)
- 1962 – The Dick Van Dyke Show (TV-serie)
- 1976 – Gemini Man (TV-serie)
- 1977 – Wonder Woman (TV-serie)
- 1978 – Eight Is Enough (TV-serie)
- 1978 – Mork & Mindy (TV-serie)
- 1980 – Galactica 1980 (TV-serie)
- 1980 – Kärlek ombord (TV-serie) (även 1983, 1985 och 1986)
- 1982 – Remington Steele (TV-serie)
- 1983 – Magnum (TV-serie)
- 1984 – The A-Team (TV-serie)
- 1984 – The Dukes of Hazzard (TV-serie)
- 1986 – T.J. Hooker (TV-serie)
- 1987 – Airwolf (TV-serie)
- 1990 – Huset fullt (TV-serie)
- 1990 – Mord och inga visor (TV-serie)
- 1993–2001 – Diagnos mord (TV-serie)